# 庭田杏珠
庭田杏珠(にわたあんじゅ、2001年 - ) は 日本のジャーナリスト。広島テレビ報道部記者、ディレクター。

## 経歴
広島県出身。2017年4月 『学校法人:広島女学院高等学校』に入学。1年時に被爆前の広島の人々の日常をとらえた白黒写真をカラー化させる【記憶の解凍】の活動を開始。展覧会や映像制作、アプリ開発やアート、テクノロジーを生かした戦争体験者の『想い・記憶』の継承に取り組み、記者になって以降も継続的に活動を積み重ねている。3年時に日本国際連合会主催の【第66回 国際理解・国際協力のための高校生の主張コンクール】に出場し、外務大臣賞を受賞。卒業後の2020年4月 東京大学教養学部に入学。1年時に『東京大学総長賞』を受賞。2024年3月 東京大学「教養学部」を卒業。同年4月 広島テレビに入社。報道部記者として、広島の原爆や太平洋戦争等を中心に取材を重ね、ディレクターとして、NNN系列の報道番組やドキュメンタリー番組(特にNNNドキュメント)の制作を数多く手掛けている。

## 著書
・(AIとカラー化した写真でよみがえる戦前と戦争)